# Darbhanga Raj
Darbhanga Raj fou un estat tributari protegit de l'Índia, del tipus zamindari, a Bihar, presidència de Bengala. La capital Darbhanga era domini britànic, excepte el palau, i estava situada a la riba esquerra del Petit Baghmati, i tenia una població el 1901 de 66.244 habitants.
La família de maharajas locals remunta el seu origen a una família de thakurs (nobles) vinguda de Jubbulpore al segle XVI. Van exercir com a sacerdots al servei del Raja Siva Singh, que sempre va conservar una nominal supremacia a Tirhut, però quan es va produir la invasió mogol a la segona meitat del segle XVI, i els rages de Tirhut es van extingir, Mahesh Thakur va aconseguir la cessió de diversos pobles i terres en zamindari per part d'Akbar el Gran. Després del 1700 el zamindar va obtenir la cessió de tot el sarkar de Tirhut incloent Darbhanga u Muzaffarpur. Envejós de la riquesa del raja Raghu Singh, vers 1710, el nawab i governador província (subadar) de Bihar, Mahabat Jung, el va empresonar amb tota la família a Patna però Raghu va poder escapar i va aconseguir la devolució del seu estat amb les condicions de "fer justícia, aixecar els desastres, i fer pròsper el territori, condicions que va complir ell mateix i els seus descendents.
El 1762 els rages, que vivien a Madhubani, es van traslladar a Darbhanga, després d'una curta estada a Bhawara. Al segle XVIII quan la regió va passar als britànics i el raja va signar un acord el 1776, però el 1790 va perdre els seus dominis per oposar-se a l'anomenat "Permanent Settlement" al·legant la greu injustícia comesa per les autoritats en la seva persona; l'estat fou concedit a dos musulmans terratinents, però el novembre de 1791 un va renunciar i poc després l'altra va morir al caure de cavall i els seus hereus van refusar continuar. Els britànics van oferir restablir a Madho però aquest refusava encara el "Permanent Settlement" i el zamindari fou concedit a un nombre de petits terratinents per 7 anys (1703-1800). Quan va expirar es va entrar altre cop en negociacions amb el raja però aquest no havia canviat de posició i altre cop fou concedit en arrendament temporal. Finalment es va arribar a un acord amb el raja i se li va tornar el zamindari un temps abans de morir el 1808, a canvi d'un increment de la renda.
El seu fill Chhatar Singh, que va governar fins al 1838, fou el primer a rebre el títol de maharajà. Va abdicar en el seu fill gran Rudra Singh i va morir poc després però la successió va entrar en litigi; després d'un costós plet el fill Rudra Singh fou reconegut maharajà i va governar fins al 1850; els britànics van imposar la successió per primogenitura i va declarar que l'estat no es podia partir. El fill Maheswar Singh va morir el 1860, deixant dos fills menors d'edat. La Junta de corts (Court of Wards) va agafar l'administració que a causa del plet i altres factors estava desorganitzada i l'estat presentava deutes mentre els ingressos eren de només 60.000 lliures. Durant vint anys el bon govern de la junta va restaurar la prosperitat, va aixugar el deute i va incrementar les rendes tot i l'enorme despesa del 1874 degut a les ajudes per fer front a una fam. La junta de corts (Court of Wards) que va dividir l'estat en cercles d'entre 50 i 200 pobles a càrrec d'un sotsdirector responsable davant la junta (després davant el maharaja). El 1879 el maharaja va arribar a la majoria i des del 1880 governà el principat adequadament. Els alts ingressos (32 lakhs) el feien un estat ric al segle XX. El zamindari abraçava el 1901 terres als districtes de Darbhanga, Muzaffarpur, Gaya, Monghyr, Purnea i Bhagalpur, amb una superfície de 6.242 km². El palau del maharaja a Darbhanga, és propietat de la nissaga, així com altres edificis a la mateix ciutat, Muzaffarpur, Patna, Benarés, Calcuta, Allahabad, Darjeeling i Simla.

## Llista de maharajas
- Raja Mahamahopadhyaya Mahesh Thakur 1556-1558
- Raja Gopal Thakur (fill) 1558-1559
- Raja Parmaand Thakur (germà) 1559-1560
- Raja Subhankar Thakur (germà) 1560-1607
- Raja Purushottam Thakur (fill) 1607-1623
- Raja Narayan Thakur (germà) 1623-1642
- Raja Sundar Thakur (germà) 1642-1662
- Raja Mahinath Thakur (fill) 1662-1684
- Raja Nirpat Thakur (germà) 1684-1700
- Raja Raghu Singh (fill) 1700-1736
- Raja Bishnu Singh (fill) 1736-1740
- Raja Narendra Singh (germà) 1740-1760
- Raja Pratap Singh (adoptat, prent llunyà) 1760-1776,
- Raja Madho Singh (germà) 1776-1808
- Maharaja Chhtra Singh Bahadur 1808-1839 (va abdicar el 1839 i va morir poc després)
- Maharaja Rudra Singh Bahadur (fill) 1839-1850
- Maharaja Maheswar Singh Bahadur (fill) 1850-1860
- Maharaja Lachmeshwar Singh Bahadur (fill) 1860-1898 (major d'edat el 1880, + 17 de desembre de 1898)
- Maharajadhiraja Sir Rameshwar Singh Bahadur (germà) 1898-1929 (+ 3 de juliol de 1929)
- Maharajadhiraja Sir Kameshwar Singh Bahadur (fill) 1929-1962 (+ 8 de novembre de 1962)
- Maharajadhiraja Subeshwar Sing Bahadur (net de Rameshwar Singh) 1962-2006